# Kursu
Kursu är en ort i Salla kommun i landskapet Lappland i Finland. Kursu utgjorde en tätort (finska: taajama) vid folkräkningarna 1960, 1970 och 1980.
Kursu ligger drygt 10 kilometer från gränsen till Kemijärvi kommun.

## Befolkningsutveckling
| Befolkningsutvecklingen i Kursu 1960–1980 | Befolkningsutvecklingen i Kursu 1960–1980 | Befolkningsutvecklingen i Kursu 1960–1980 | Befolkningsutvecklingen i Kursu 1960–1980 | Befolkningsutvecklingen i Kursu 1960–1980 |
| ----------------------------------------- | ----------------------------------------- | ----------------------------------------- | ----------------------------------------- | ----------------------------------------- |
|                                           |                                           |                                           |                                           |                                           |
| År                                        |                                           |                                           | Folkmängd                                 | Landareal (km²)                           |
| 1960                                      | 1960                                      |                                           | 658                                       | 4,20                                      |
| 1970                                      | 1970                                      |                                           | 405                                       | 4,75                                      |
| 1980                                      | 1980                                      |                                           | 297                                       | 2,8                                       |